# Literatura en yoruba
La literatura en yoruba es aquella realizada en lengua yoruba, lengua hablada por el mayor grupo entolingüístico de Nigeria, así como en Benín y Togo, además de en comunidades dispersas por el mundo.

## Escritura
El yoruba no tuvo una forma escrita anterior al siglo XIX. Muchas de las primeras contribuciones a la escritura y el estudio formal de la lengua fueron realizadas por curas anglicanos de educación británica. La primera gramática yoruba fue publicada en 1843 por el obispo Samuel Ajayi Crowther, él mismo de origen yoruba. La forma escrita se origina en una conferencia sobre ortografía de la Church Missionary Society en Lagos, en 1875. La primera historia del pueblo yoruba fue compilada por el reverendo Samuel Johnson en 1897, también de origen yoruba. Así se puede ver que la formación del yoruba escrito fue facilitado por los yorubas mismos, a pesar del uso del alfabeto latino.

## Mitología
La mitología yoruba está entrelazada con la historia, ya que los yoruba afirman descender de los dioses y algunos de los reyes son deificados tras su muerte. Los dioses yoruba son llamados orishas y forman uno de los más complejos panteones de África.
Itan es la palabra que define al conjunto de mitos, poesía, canción e historia. El ifá es un complejo sistema de adivinación, que implica recitar poesía yoruba que contiene historias y proverbios relacionados con la adivinación. Un recital adivinatorio puede llevar toda una noche. El cuerpo de esta poesía es muy vasto y se transmite entre los oráculos ifá.

## Ficción
La primera obra de ficción en lengua yoruba fue el libro de cuentos Ogboju Ode ninu Igbo Irunmale («El bosque de los mil Dioses»), escrita en 1938 por el jefe Daniel O. Fagunwa (1903-1963). Describe las aventuras picarescas de un cazador yoruba y contiene elementos del folcor, como magia, monstruos, espíritus y dioses. Fagunwa escribió otras obras de temas similares y sigue siendo uno de los autores en yoruba más leídos.
Amos Tutuola (1920-1997) se inspiró en Fagunwa, pero escribió a propósito en un inglés incoherente y poco articulado reflejando la tradición oral. Tutuola se hizo famoso por The Palm-Wine Drinkard (1946, publicado en 1952; «El borracho de vino de palma») y otras obras basadas en el folclore yoruba.
El senador Afolabi Olabimtan (1932-1992) fue escritor, catedrático y político. Escribió novelas en yoruba sobre la vida y el amor en la moderna Nigeria, como Kekere Ekun (1967; «[Chico llamado] Cachorro de leopardo») y Ayanmo (1973; «Predestinación»).

## Teatro
El jefe Hubert Ogunde (1916-1990) fundó el primera compañía de teatro profesional nigeriano en 1945 y realizó muchas funciones, incluyendo la de autor, tanto en inglés como en yoruba. Es considerado el padre del teatro nigeriano.
Wole Soyinka (1934-), a veces considerado como el más conocido de los dramaturgos africanos, fue galardonado con el Premio Nobel de Literatura de 1986. Habitualmente escribe en inglés y a veces en un pidgin del inglés. Sus obras y sus personajes, tanto en teatro como en novela, contienen una mezcla de elementos occidentales, tradicionales y modernos africanos.
Akinwunmi Isola es un popular novelista (O Le Ku, «Incidentes que desgarran el corazón», en 1974), dramaturgo, guionista, productor de cine y catedrático de lengua yoruba. Sus obras incluyen dramas históricos y análisis de novelas yoruba modernas.